# Stemma di Paternò
Lo stemma della Città di Paternò è l'emblema raffigurativo del comune italiano di Paternò, in provincia di Catania. È costituito da uno scudo con sfondo azzurro timbrato con la corona di città, con al centro una torre su una collina verde che ai suoi lati presenta due ceraste dragonali dorate.

## Blasonatura
Lo stemma riconosciuto con D.P.C.M. del 10 giugno 1951, ha la seguente blasonatura:

Il gonfalone civico

La descrizione del gonfalone, riconosciuto con D.P.R. del 1º luglio 1952, è la seguente:

## Storia e leggende
L'origine dello stemma civico di Paternò risale probabilmente all'avvento dei Normanni nella città. Pare infatti che il simbolo venne adottato subito dopo la costruzione del Castello (1072), fatto erigere dal conte Ruggero I d'Altavilla sul colle paternese.
Sulla raffigurazione che presenta lo stemma ci sono diverse leggende. Lo storico locale frà Placido Bellia scrisse nel suo manoscritto Storia di Paternò del 1808:
Un'altra leggenda venne spiegata dallo scrittore paternese Antonino Truglio in un articolo pubblicato nel 1968 sul quotidiano La Sicilia. Secondo Truglio: